# Kapuskasing River
Der Kapuskasing River ist ein 200 km langer linker Nebenfluss des Mattagami River in der kanadischen Provinz Ontario.

## Flusslauf
Der Kapuskasing River hat seinen Ursprung im 312 m hoch gelegenen Kapuskasing Lake im Algoma District. Er verlässt den See an dessen nordöstlichen Ufer. Schon nach 2 km trifft der Nemegosenda River von rechts auf den Kapuskasing River. Dieser fließt in nördlicher bis nordnordöstlicher Richtung. Er passiert bei Flusskilometer 65 die nach ihm benannte Kleinstadt Kapuskasing. Dort befindet sich das Spruce Falls-Wehrs (⊙). Kurz vor der Mündung in den Mattagami River spaltet (⊙) sich der Fluss in zwei Mündungsarme auf. Der rechte, obere Arm misst 7,5 km, der linke, untere Arm 9 km (⊙).

## Wasserkraftwerke
Es wurden Anfang der 2010er Jahre vier Wasserkraftwerke am Mittellauf des Kapuskasing River südlich der Stadt Kapuskasing fertig gestellt: Old Woman Falls (⊙) bei Flusskilometer 109, White Otter Falls (⊙) bei Flusskilometer 102, Camp Three Falls (⊙) bei Flusskilometer 82 und Big Beaver Falls (⊙) bei Flusskilometer 81. Die Kraftwerke haben jeweils 5,5 MW Leistung.
Am Flusslauf nördlich des Kapuskasing Lake wird die Errichtung von vier Wasserkraftwerken
(Kapuskasing Lake Outlet, Lapinigam Rapids, Middle Township Buchan (Clouston Rapids), Near North Boundary (Cedar Rapids)) mit einer Gesamtleistung von 19,45 MW untersucht.

## Hydrometrie
In Kapuskasing 700 m unterhalb des Spruce Falls-Wehrs befindet sich bei Flusskilometer 63 der Abflusspegel 04LF001 (⊙). Der gemessene mittlere Abfluss (MQ) an dieser Stelle beträgt 77,1 m³/s (1918–2021). Das zugehörige Einzugsgebiet hat eine Fläche von 6760 km².
Im folgenden Schaubild werden die mittleren monatlichen Abflüsse des Kapuskasing River für die Messperiode 1918–2021 in m³/s dargestellt.